# Јавна библиотека Дољевац
Јавна библиотека Дољевац је једина јавна установа културе у општини Дољевац. Званично је почела да ради 1969. године и била је смештена у просторијама СУП-а у Дољевцу.

## Историјат
Први запошљени радник библиотеке је био Александар Пешић. Након две године примљена је још једна радница (Љубинка Стевановић из Пуковца) која је примопредајом примила фонд књига који је тада бројао 5566 књига, а сталних чланова те године је било 158.
У том периоду библиотека је носила назив Општинска матична библиотека, те исте 1971. године библиотека добија на значају и разумевање општинских функционера, и те године по први пут Скупштина општина издваја средства за набавку и куповину књига, књиге које су тада купљене и набављене биле су према структури читаоца. С повећањем броја књига јавила се потреба за проширењем библиотеке тако да се 1972. године библиотека  преселила у просторију зграде тадашњег комитета и била на услузи грађана све до 1977. године када се поново сели у просторију школе у Дољевцу, где је била до 1979. године. И док се библиотека са књижним фондом стално селила, упоредо се градио  Дом културе у коме је планирана просторија за библиотеку.
Објекат у коме је сада смештена библиотека у функцији је од 1979. године када је формиран и Дом културе „13 Октобар”. Ова установа функционисала је све до средине 1995. године, када је одлуком СО Дољевац формирана Народна библиотека. Године 2012. одлуком oснивача Скупштине општине Дољевац, Народна библиотека је променила свој назив у Јавну библиотеку.

## Библиотека данас
Данас , Јавна библиотека остварује активну сарадњу са оснивачем општином Дољевац, библиотеком „Стеван Сремац” (матичном библиотеком), Народном библиотеком Србије, Министарством за културу и информисање као и библиотекама у окружењу. Остварена је успешна сарадња и са установама, предузећима и удружењима грађана у општини, јер као једина установа културе тежила је сталном настојању да постане културни и информациони центар локалне заједнице јер је конструктивно доприносила процесу развоја демократске јавности и подизању квалитета живота у локалној заједници.
Библиотека спада у ред средње малих библиотека (са фондом око 45.000 књига). Своју делатност обавља на територији општине Дољевац. Има 12 запошљених радника, у својој структури и организацији библиотека ради поред библиотечке делатности, културну и трговинску делатност. Библиотека има завичајно одељење које функционише и ради у централи у Дољевцу, има два одељења (за одрасле и за децу).
Одлуком управног одбора, донешена је одлука  да се 31. март текуће године обележава и слави као Дан библиотеке, зато што је тога дана у књизи инвентара библиотеке уписана прва књига, а наслов књиге је „Творци и тумачи” аутора Милићевић Живка.